# Eugene Sledge
Eugene Bondurant Sledge (4 de novembro de 1923 – 3 de março de 2001) foi um fuzileiro naval, professor de universidade e escritor norte-americano. Em 1981, Eugene escreveu suas memórias intituladas With the Old Breed: At Peleliu and Okinawa que contam suas experiências em combate durante a Segunda Guerra Mundial. Na minissérie da HBO, The Pacific, Sledge foi interpretato pelo ator Joseph Mazzello.

## Biografia
Eugene Sledge nasceu em novembro de 1923 em Mobile, Alabama, em uma família de boa situação financeira. Eugene foi uma criança doente e perdeu dois anos de escolaridade devido à febre reumática que o deixou com um sopro no coração. No entanto, uma vez que a condição diminuiu, sua família o encorajou a se matricular na faculdade em vez de se juntar ao exército. Seu amigo de infância Sidney "Sid" C. Phillips Jr também escreveu para Sledge de Guadalcanal e o incentivou a não se juntar a nada. Eugene e Sid Phillips eram melhores amigos desde a infância. Philips também nasceu em Mobile, Alabama, e igualmente serviu como fuzileiro naval da 1ª Divisão de Fuzileiros, nas batalhas de Guadalcanal, Tenaru e Cabo Gloucester. No começo da Segunda Guerra Mundial, mesmo com todas as objeções da família, Eugene decidiu se alistar nas forças armadas para combater. Ele se matriculou Instituto Militar Marion mas depois preferiu se alistar nos fuzileiros. Foi então apontado para a escola de oficiais mas ele e vários colegas decidiram falhar de propósito para reprovar e então se alistarem como recrutas a fim de "não perder a guerra". Depois do treinamento, Eugene foi enviado para a Companha K (king) do 3.º Batalhão do 5.º Regimento da 1ª Divisão de Fuzileiros. Ele tinha a patente de soldado de primeira classe e foi logo despachado para o Teatro de operações do Pacífico onde os Aliados travavam uma guerra sangrenta contra o Império do Japão. Slegde viu ação como membro de uma equipe operadora de morteiros M2 de 60 mm, combatendo nas batalhas de Peleliu e Okinawa. Como a natureza do conflito exigia flexibilização de todos os combatentes, Eugene acabou servindo também como carregador de macas e ocasionalmente ia para a linha de frente lutar com a infantaria. Durante a guerra, Eugene alcançou a patente de cabo. Eugene também foi padrinho do casamento de Sid Phillips com Mary Houston em abril de 1946.
Durante o serviço, Sledge mantinha anotações do que acontecia em uma pequena bíblia que carregava. Após o conflito, ele usou estas anotações para escrever seu livro With the Old Breed. Após a rendição do Japão e o fim da guerra, Sledge não foi dispensado imediatamente. Sua companhia ficou para trás para servir como força de ocupação e teve uma breve passagem por um posto na China. Um ano depois, no começo de 1946, ele retornou para os Estados Unidos e foi oficialmente dispensado do serviço ativo com o posto final de cabo.
Assim como vários outros veteranos, Sledge teve dificuldades para se readaptar a vida civil. Em suas memórias, ele afirmou que era estranho ver as pessoas na rua se preocupando com coisas pequenas sem perceber o quanto eram abençoados por não terem visto os horrores da guerra como ele viu. Ele também sofreu de traumas após o conflito, sendo constantemente abalado com pesadelos e atormentado pelas lembranças de que havia vivido nas linhas de frente. Eugene, outrora um ávido caçador, acabou decidindo desistir do hobby. Seu pai, uma dia, o encontrou chorando no chão após ele ter acertado uma pomba e afirmou que "não queria mais ver sofrimento". Mais tarde ele conseguiu se concentrar e avançou profissionalmente, se aprofundando na biologia. Contudo, segundo sua esposa, as lembranças da guerra o seguiram para a vida toda. Alguns meses depois de retornar para casa, Sledge se matriculou na Universidade de Auburn e se formou em administração de empresas em 1949 e em botânica em 1955.
Entre 1956 e 1960, ele estudou e trabalhou na Universidade da Flórida. Eugene publicou vários trabalhos no meio científico, a maioria focado em helmintologia. Em 1960, ele conseguiu seu grau de doutorado. Entre 1959 e 1962, ele trabalhou no Departamento de agricultura do estado da Flórida. No verão de 1962, ele começou a trabalhar como professor na Universidade de Montevallo, no Alabama, e por lá ficou até sua aposentadoria em 1990. Ele deu aula em cursos de zoologia, ornitologia, anatomia comparada e outros, se tornando muito popular entre seus alunos devido a sua dedicação. Em 2001, ele veio a falecer devido a um câncer de estômago. Eugene foi casado com sua esposa Jeanne por mais de 50 anos e teve dois filhos com ela.